# Colleferro
Colleferro település Olaszországban, Lazio régióban, Róma megyében. Lakosainak száma 20 536 fő (2023. január 1.). Colleferro Genazzano, Paliano, Segni, Valmontone, Artena és Anagni községekkel határos.

## Népesség
A település lakossága az elmúlt években az alábbi módon változott:
| Lakosok száma | 22 071 | 21 394 | 20 536 |
|               | 2008   | 2018   | 2023   |